# Leonid Kowalow
Leonid Iłłarionowicz Kowalow (ros. Леонид Илларионович Ковалёв; ur. 25 stycznia 1944 w Borisoglebsku, zm. 20 kwietnia 2019 w Lipiecku) – radziecki i rosyjski dowódca wojskowy, generał pułkownik. Ostatni dowódca Północnej Grupy Wojsk Armii Radzieckiej.

## Życiorys
Leonid Kowalow urodził się 25 stycznia 1944 roku w miejscowości Borisoglebsk (obwód woroneski). W 1962 roku ukończył Woroneską Suworowską Szkołę Wojskową, a następnie z wyróżnieniem Bakińską Wyższą Ogólnowojskową Szkołę Dowódczą.
Po ukończeniu szkoły oficerskiej zajmował kolejno stanowiska dowódcy plutonu, kompanii, szefa sztabu batalionu, dowódcy batalionu, dowódcy pułku, szefa sztabu dywizji i dowódcy dywizji. W 1986 roku, po ukończeniu Wojskowej Akademii Sztabu Generalnego ZSRR im. K. J. Woroszyłowa, wyznaczony został na stanowisko szefa sztabu – pierwszego zastępcy dowódcy 6 Armii Ogólnowojskowej w Leningradzkim Okręgu Wojskowym. Od maja 1988 roku na stanowisku dowódcy tejże armii.
Od października 1989 roku zajmował stanowisko dowódcy 8 Gwardyjskiej Armii w Zachodniej Grupie Wojsk. W 1991 roku wyznaczony na stanowisko szefa sztabu Odeskiego Okręgu Wojskowego, a w 1992 – pierwszego zastępcy dowódcy Północnej Grupy Wojsk. W lipcu 1992 roku przejął od gen. armii Wiktora Dubynina funkcję dowódcy Północnej Grupy Wojsk. Na tym stanowisku kierował wyprowadzeniem PGW z terytorium Polski.
Po powrocie do Rosji od listopada 1994 roku zajmował stanowisko Zastępcy Szefa Sztabu Generalnego Sił Zbrojnych Federacji Rosyjskiej. Od stycznia 1995 roku był zastępcą Głównego Inspektora Wojskowego SZ FR. Z zawodowej służby wojskowej odszedł w 1998 roku.

## Odznaczenia
Odznaczony Orderem „Za Zasługi Wojskowe” oraz „Za Służbę w Siłach Zbrojnych ZSRR” III stopnia.